# كستناء قزمي
الكستناء القزمي هو نوع من الكستناء موطنه الأصلي جنوب شرق الولايات المتحدة. ينتشر من ماساتشوستس ونيويورك إلى ماريلاند وجنوب نيوجيرسي وجنوب شرق بنسلفانيا إلى وسط فلوريدا، وغربًا إلى شرق تكساس، ومن الشمال إلى جنوب ميزوري وكنتاكي. يشمل موطن النبات المرتفعات الجافة والرملية والصخرية والتلال التي يصل ارتفاعها إلى 1000 متر تتخللها أشجار السنديان والقار. ينمو بشكل أفضل في التربة جيدة التصريف تحت أشعة الشمس الكاملة أو الظل الجزئي.